# Dánská Západoindická společnost

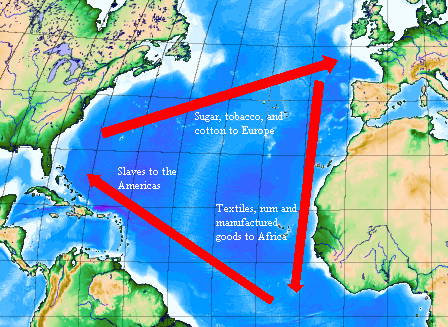
Schéma dánského Trojúhelníkového obchodu mezi Evropou, Amerikou a Afrikou

Dánská Západoindická společnost (dánsky Vestindisk kompagni) nebo také dánská Západoindicko-guinejská společnost (dánsky Det Vestindisk-Guineiske kompagni) byla dánská výsadní obchodní společnost, která využívala a obchodovala s koloniemi Dánská Západní Indie, s karibskými ostrovy Saint Thomas, Saint John a Saint Croix na ostrovech Jomfruøerne, dnešních Amerických Panenských ostrovech a s Dánským zlatonosným pobřežím v dnešní Ghaně.
Panenské ostrovy v Karibiku byly po dvě století dánskou kolonií. Dánové osídlili St. Thomas kolem roku 1670, St. John v roce 1718 a St. Croix v roce 1733. Vestindisk kompagni byla založena 11. března 1671 a od 30. srpna roku 1680 se jmenuje Det Vestindisk-Guineiske kompagni.
V 17. a 18. století obchod Společnosti kvetl v takzvaném Trojúhelníkovém obchodu mezi Karibikem, pobřežím Evropy a západní Afriky. Do roku 1754 byla Společnost za dánské kolonie zodpovědná, ale to se změnilo, když na koloniemi převzala dánská vláda kontrolu a ty se staly dánskými královskými koloniemi. Od roku 1760 do 1848 bylo vedení dánské Západoindické společnosti známé jako Vestindisk-guineiske rente- og generaltoldkammer. To vedlo ke krátkému zřízení Guinejské společnosti (dánsky Det Guineiske kompagni) Královským výnosem z 18. března roku 1765, která tak převzala obchod s dánskými koloniemi v Dánským zlatonosným pobřežím. V listopadu téhož roku Společnost získala na dvacet let pevnosti Christiansborg a Fredensborg, nicméně Guinejská společnost již nezískala takové monopolní postavení, jaké měla Západoindická společnost před ní a obchod tak zůstal volný pro všechny dánské, schleswigské, norské a holsteinské společnosti.
Zhruba od poloviny roku 1770 se dánská Západoindická společnost začala potýkat s finančními problémy a nakonec 22. listopadu 1776 šla do likvidace. V očekávání hořkého konce Společnosti převzala dánská vláda kontrolu nad pevnostmi v držení dánské Západoindické společnosti během srpna a září roku 1775.